# SH2-domän
SH2-domänen eller Src Homology 2-domain, efter proteinet Src som var det första där man identifierade domänen, är en speciell proteindomän som medger inbindning av SH2-bindande domäner.

## SH2-bindande domäner
SH2-bindande domäner binder till fosforylerade tyrosinrester samt c-terminala aminosyror på proteiner som ingår i signaltransduktionskedjor. 